# Lista de histórias de Chuck Austen e Ivan Reis em Action Comics
A seguir se apresenta a lista de histórias de Chuck Austen e Ivan Reis em Action Comics. A primeira colaboração entre os dois foi publicada em Action Comics #812, em fevereiro de 2004, e se estendeu por todo aquele ano, embora Carlos D'Anda tenha atuado como desenhista convidado em Action Comics #820, substituindo Reis durante essa edição. Marcelo Campos auxiliaria Reis em mais de uma oportunidade, e outros desenhistas fariam colaborações menores. Austen foi publicamente demitido da revista no final do ano, e Reis prosseguiu na revista até a edição 825, publicada em março de 2005, concluindo as histórias com outro roteirista, "J.D. Finn", cuja identidade era desconhecida à época, e especulou-se ser o próprio Austen, sob um pseudônimo.
Uma figura alvo de considerável controvérsia, Austen teve em Action Comics a sua última participação significativa em histórias em quadrinhos americanas de super-herói, e nunca mais trabalharia para a DC Comics após sua demissão. O projeto de Austen e Reis na revista fez parte de uma tentativa do editor Eddie Berganza de reformular toda a linha de revistas ligada à Superman a partir de 2004, em que, além dos dois, Brian Azzarello e Jim Lee assumiriam a revista Superman, e Greg Rucka e Matthew Clark assumiriam Adventures of Superman.
As histórias de Austen mostraram, nas palavras do autor, Clark Kent/Superman enfrentando "dois grandes desafios: um físico e outro emocional" nos Estados Unidos - no campo físico houve uma série de oponentes diferentes, parte de um plano elaborado pelo vilão Gog, que buscava vingança contra o herói, e, no campo emocional, estava a presença de Lana Lang, que havia sido sua namorada na adolescência e, após de separar do marido Pete Ross, retornara a Metropólis e se assumia ainda apaixonada por Clark - e possuíam uma ligação com os eventos retratados por Rucka e Clark em Adventures of Superman, onde era mostrado que Lois Lane estava afastada de seu marido, por estar acompanhando uma reportagem em outro país.

## Antecedentes e contexto

### As histórias e a influência de John Byrne com o Superman da "Era de Ferro"

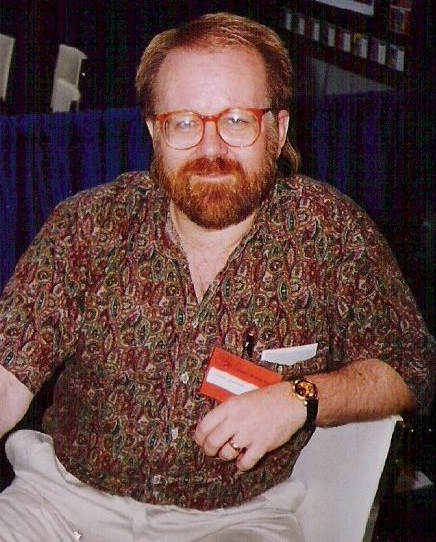
O escritor e desenhista John Byrne.

Entre junho e agosto de 1986 a publicação de Action Comics foi suspensa pela primeira vez em sua história: naquele período o único título protagonizado por Superman a ser publicado pela DC Comics seria a minissérie The Man of Steel, escrita e desenhada por John Byrne. Byrne fora contratado pela editora para reformular o personagem, criando inclusive uma uma nova origem após o evento "Crise nas Infinitas Terras" e seria a partir de The Man of Steel que seriam contadas as novas histórias do personagem, estabelecendo um novo cânone, que desconsiderava todas as histórias produzidas até então. A numeração da revista, entretanto, seguiu a mesma: Quando sua publicação foi retomada em janeiro de 1987, foi a partir da edição 584, e não a partir de um novo número 1.
Após Action Comics atingir a histórica marca de 600 edições publicadas, Byrne deixaria o cargo de roteirista e desenhista e a DC Comics tentaria, a partir daquele ano, retomar o formato de antologia, publicando a revista numa periodicidade semanal com diferentes histórias curtas toda semana. A mudança duraria apenas até o ano seguinte, e compreenderia as edições 601 à #642, mas quanto retornou ao formato normal, Byrne já havia abandonado os roteiros das revistas do personagem, insatisfeito com uma suposta "falta de apoio" da editora às modificações que havia imposto ao personagem.
Byrne foi sucedido por Roger Stern e seu trabalho  continuaria influenciado as histórias do personagem mais de uma década após ele abandoná-lo. Dentre os escritores que o sucederam na década de 1990, Stuart Immonen detalhou em uma entrevista realizada à epoca o formato que a revista veio a adotar no período: "Tudo [que fosse incluído numa edição] dependia do seria publicado na semana anterior".

A arte combinada de Stuart Immonen e Jon Bogdanove para Action Comics #742 e Superman: The Man of Steel #77, exemplo do estado das revistas de Superman em 1998, ano de sua publicação. Cada revista possuía um triângulo numerado incluído em suas capas (no caso, "10" e "11") indicando a ordem de leitura, as tramas eram interligadas e se sucediam semanal e mensalmente. À época, o personagem havia se dividido em dois seres distintos, o "Superman Azul" e o "Superman Vermelho".

Conforme as histórias iam sendo produzidas pela equipe responsável por uma das revistas, os roteiros e desenhos eram compartilhados com as demais equipes que viriam a trabalhar nas edições seguintes, criando um ciclo de cooperação: assim como o escritor de Action Comics precisava compartilhar seu trabalho com o escritor que ficaria responsável pela revista a ser publicada na semana seguinte, ele dependia da equipe responsável pela revista que seria publicada na semana anterior à sua, para manter a coesão entre as histórias.
Essa prática serializada foi estabelecida pelo editor Mike Carlin, um dos responsáveis pela bem-sucedida história A Morte de Superman, publicada nesse formato, e se estendeu por cerca de toda a década, mesmo após ele ter deixado o cargo em 1995 e ser sucedido por KC Carlson durante um breve período e, posteriormente, por Joey Cavalieri, que seria o editor das revistas a partir da segunda metade de 1996 até 1999. Durante todo o período os profissionais responsáveis explorariam praticamente todos os elementos da mitologia do personagem, elaborando as mais diversas histórias, e expandindo significativamente o elenco de apoio, que recebia mais e mais destaque nas histórias.
Após ser anunciado como o novo editor da linha de revistas de Superman, também em 1999, Eddie Berganza tentaria resumir o período: "Muitas coisas foram feitas para tentar repetir [o que se conseguiu com] 'A Morte do Superman', mas conforme prosseguiam com esse objetivo, eles iam se afastando mais do próprio Superman. O elenco de apoio crescia e continuam crescendo ao ponto de Superman se tornar um coadjuvante em suas próprias revistas. Havia personagens que vinham da cidade engarrafada de Kandor, e até a irmã mais nova de Lois Lane protagonizava sua própria história. Eles escreveram o personagem por dez anos. Fizeram tudo que poderiam fazer com o personagem principal, então buscaram outras ramificações" As revistas apresentavam tramas complexas, sombrias e imensamente dramáticas - mas se tornaram cada vez tão mais complexas, que para Berganza alguns elementos "básicos" do personagem foram se perdendo, e os dois eventos mais notórios nesse sentido foram a mudança de poderes e o encerramento das atividades do Planeta Diário.

### 1999: A a influência da "Era de Prata"  e a primeira reformulação por Eddie Berganza

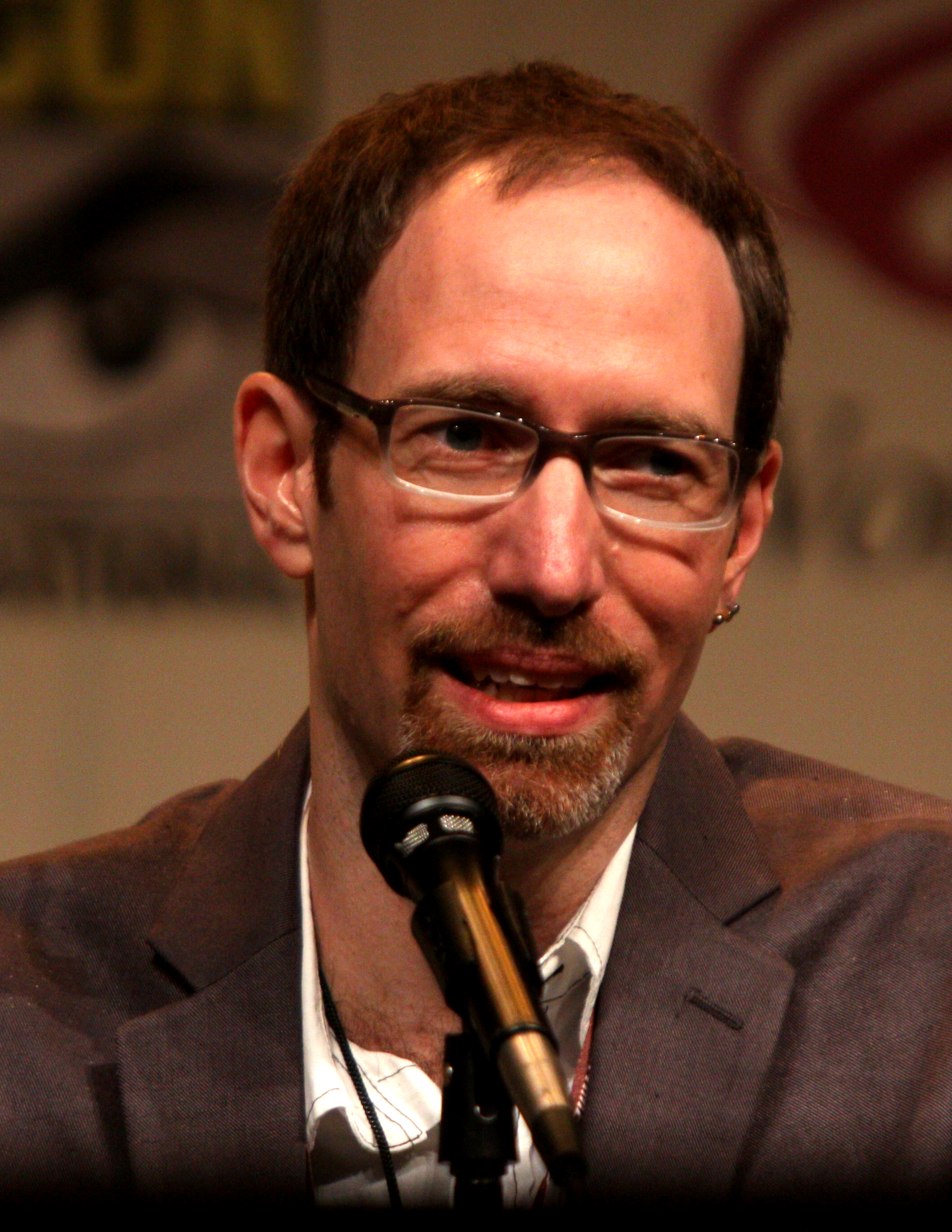
O escritor Joe Kelly.

Quando Berganza assumiu as funções de editor responsável pelas histórias de Superman, incluindo as publicadas em Action Comics, o personagem vinha passando por baixas vendas, e suas histórias tinham pouca repercussão. Uma nova equipe capitaneada por Jeph Loeb e Joe Kelly tomou para si a responsabilidade de "revitalizar" o personagem. À época o personagem protagonizava quatro diferentes revistas, e elas passaram a ter roteiristas e desenhistas que passariam a trabalhar de forma levemente independente, com histórias individuais, sem a necessidade de se adquirir todas as edições de todas as revistas mensalmente, permitindo aos leitores escolher qual das publicações acompanhar.
Loeb se tornou o roteirista de Superman, com arte de Mike McKone, Ed McGuinness e Cam Smith, Kelly assumiu Action Comics ao lado dos artistas Kano e Marlo Alquiza, Adventures of Superman passou a ser escrita por J.M. Dematteis e desenhada por Mike Miller and Jose Marazan, e Superman: The Man of Steel ganhou os artistas Doug Mahnke e Tom Nguyen, com Mark Schultz permanecendo nos roteiros.
A partir de outubro de 1999 a nova equipe começou a promover em suas tramas nas diferentes revistas questionamentos acerca das várias facetas que definiam Superman. Segundo definiria Marcus Medeiros, do site brasileiro Omelete, "o objetivo dos roteiristas era evoluir as bases estabelecidas por John Byrne e seus seguidores para conseguir um Super-Homem mais humano - conseqüência de sua criação por Jonathan e Martha Kent - ao mesmo tempo em que resgatariam a magia e a grandeza perdida da Era de Prata dos super-heróis". Dentre os elementos que retornariam à mitologia moderna do personagem estava a presença de Krypto, o Super-cão e o design de Krypton, planeta natal de Superman.
A proposta para Action Comics era que Kelly elaborasse histórias team-up, focadas na ação mas mostrando Superman sendo confrontado por diferentes personagens, enquanto Loeb abordaria Superman e seu relacionamento com os personagens "básicos": Lex Luthor e as pessoas do Planeta Diário, reaberto logo na primeira história, em Superman #151. Durante o período, Kelly contribuiria com várias histórias significativas para a revista. Sozinho, escreveria What's so Funny about Truth, Justice & the American Way? em Action Comics #775, e A Hero's Journey em Action Comics #800, e estas seriam consideradas duas das melhores histórias já escritas com o personagem. Em colaboração com os demais escritores, fez parte de vários crossovers. Ainda em 1999 participou de Y2K e em 2000, contribuiu com Emperor Joker e Lex 2000, com a eleição do vilão Lex Luthor para o cargo de Presidente dos Estados Unidos em 2000. Outras tramas notórias são Mundos em Guerra e A Batalha Final.
Kelly permaneceria nos roteiros de Action até dezembro de 2003, com o lançamento da 810ª edição, mas retornaria à revista em fevereiro e março do ano seguinte para coescrever com Michael Turner o arco de história Godfall - O Fim dos Deuses.

## 2004: Mudanças em Metrópolis e a segunda reformulação por Eddie Berganza

### Transição entre Joe Kelly e a "nova fase"
Em dezembro de 2003, com a publicação das últimas edições de Joe Kelly em Action Comics e de Joe Casey em Adventures of Superman, boa parte das tramas estabelecidas desde 1999 encontrarão uma resolução nas edições 199 e 200 de Superman, de Steven Seagle e Scott McDaniel, pois Kelly e Casey se dedicaram à histórias especiais tratando do Ano Novo e do Natal, respectivamente. Ao final da trama de Seagle, Superman desapareceria e Berganza, o editor das publicações, declararia que com isso, "uma fase da vida do Homem de Aço chega ao final, e começamos uma nova faceta com novos criadores embarcando".
A partir de janeiro de 2004 começaria a transição: Dan Abnett e Andy Lanning escreveram uma história especial que começou em Action Comics #811, continuou em Adventures of Superman #684 e teve sua conclusão em Superman #201. A trama, desenhada por Karl Kerschl, abordaria os eventos sucedendo ao desaparecimento de Superman, em que o herói Mister Majestic chega à cidade em meio aos estranhos eventos que levam ao desaparecimento da tecnologia B13 que modernizara toda a cidade em 2000; Lee Bermejo e Leinil Francis Yu elaboraram um novo design para a cidade fictícia de Metropólis, que até então apresentava um visual futurista por causa dos modificações trazidas pela "tecnologia B13" presente; e Kelly produziu ao lado de Michael Turner e do desenhista Talent Caldwell uma trama para as revistas do personagem que seriam publicadas em fevereiro e março, antes do início da nova fase.
A partir de fevereiro começou a publicação da trama de Kelly e Turner, Godfall, e cada uma das edições envolvidas na trama incluíam uma história curta, de seis páginas, abordando um personagem que seria utilizado pela equipe que assumiria a revista a seguir.
Em Action Comics #812 foi publicada uma história reintroduzindo a personagem Lana Lang, até então afastada do elenco de apoio do personagem, e a história da edição seguinte era centrada no vilão Gog. Ambas as histórias foram escritas por Chuck Austen e desenhadas por Ivan Reis. O anúncio de que de Austen assumiria os roteiros da revista gerou controvérsia, quando não decepção, pois esperava-se à época que Grant Morrison assumisse os roteiros da revista.
Godfall inicialmente não estava nos planos de Kelly. Ele pretendia encerrar sua participação na revista com a história de dezembro, mas conforme discutia com Eddie Berganza o encerramento de sua fase à frente dos roteiros da revista, surgiria a oportunidade de auxiliar Turner na produção da nova trama, que representaria a transição para a nova fase, pois abordava justamente o que teria acontecido com Superman após desaparecer ao final de Superman #200. Kelly colaborou analisando ideias de Turner e ajudando-o na elaboração do roteiro e dos layouts que foram usados como base para os desenhos de Caldwell.
Em abril de 2004, com a publicação da 814ª edição de Action Comics, Austen passaria a ser o escritor regular da revista, que deixaria de estampar em sua capa o título "Superman in Action Comics", adotado continuadamente desde o fim de Action Comics Weekly, em favor somente de "Action Comics". Ivan Reis o acompanharia na revista até a edição 819, e receberia muitos elogios por seu trabalho.

### "Hiper-realismo", Brian Azzarello e Jim Lee emSuperman

Arte da capa de Superman #154, a primeira edição por Ed McGuinness. Publicada em janeiro de 2000 após o especial Superman: Y2K, retrata dois dos elementos característicos do período: Superman nos desenhos de McGuinness - cujo traço dinâmico possui fortes influências dos gêneros "cartoon" e "mangá" - e o visual futurista da cidade de Metrópolis.

Berganza teve o auxílio do editor-chefe da DC Comics, Dan DiDio, para contratar uma série de roteiristas e desenhistas que participassem do projeto que estava elaborando para Superman a partir de 2004. Ele via como parte de suas atribuições decidir a direção que as revistas tomariam e quem eram os profissionais melhor habilitados para alcançar esse objetivo e, embora acreditasse que a equipe que até então estava trabalhando nas revistas estivesse sendo bem-sucedida e já tivessem contribuído significativamente para a história continuada do personagem, ele queria promover uma nova mudança, similar a que havia feito em 1999, e novamente alterar a percepção dos leitores acerca de toda a linha de publicações.
[Uma história de] Superman se refere ao espírito humano e, claro, ao 'american way'. Depois de 11 de setembro, ambos receberam um duro golpe. E foi difícil perceber o que Superman deveria ser. Todos ficamos perdidos, talvez até com medo do que fazer depois do que aconteceu, e os fãs sabem quando você fraqueja. Nós precisávamos de um Superman real, e as revistas - e isso era mais óbvio na arte - eram bem afastadas da realidade: Metropólis era uma cidade futuristica vinda do futuro, os vilões eram estranhos e não havia destaque para Clark. — Eddie Berganza, editor, comentando sobre o estado das revistas antes da reformulação de 2004.
Berganza cita os ataques terroristas de 11 de setembro como determinantes para motivá-lo a promover uma nova mudança nas histórias, diminuindo o apelo aos temas fantásticos e buscando histórias que se aproximassem mais da realidade, e isso significava desfazer alguma das mudanças que ele mesmo havia ajudado a promover, como o visual futurista de Metrópolis.
A demanda por histórias que retratassem "um Superman do mundo real" aumentaram, e Berganza buscou refletir isso na escolha dos novos desenhistas, abandonando o estilo adotado na fase interior, marcada por Ed McGuinness e sua inspiração em mangás, e contratando profissionais que seguissem uma escola de desenho baseada no que ele definia como "hiper-realismo": Jim Lee, Matthew Clark e Ivan Reis. À época, o personagem possuía três revistas sendo publicadas mensalmente, e cada desenhista ficaria responsável pelos desenhos de uma delas: Lee em Superman, Clark em Adventures of Superman e Reis em Action Comics.
A nova fase se estenderia além das revistas do personagem, com o lançamento de minisséries dedicadas a alguns personagens situados em Metropólis: Lex Luthor: Man of Steel, por Brian Azzarello e Lee Bermejo; The Question, por Rick Veitch e Tommy Lee Edwards; e The Vigilante, que seria produzida por Micah Ian Wright e Carlos D'anda a partir de uma ideia de D'Anda e de Jim Lee.

### O fracasso deSuperstorme a interligação entreAction ComicseAdventures of Superman

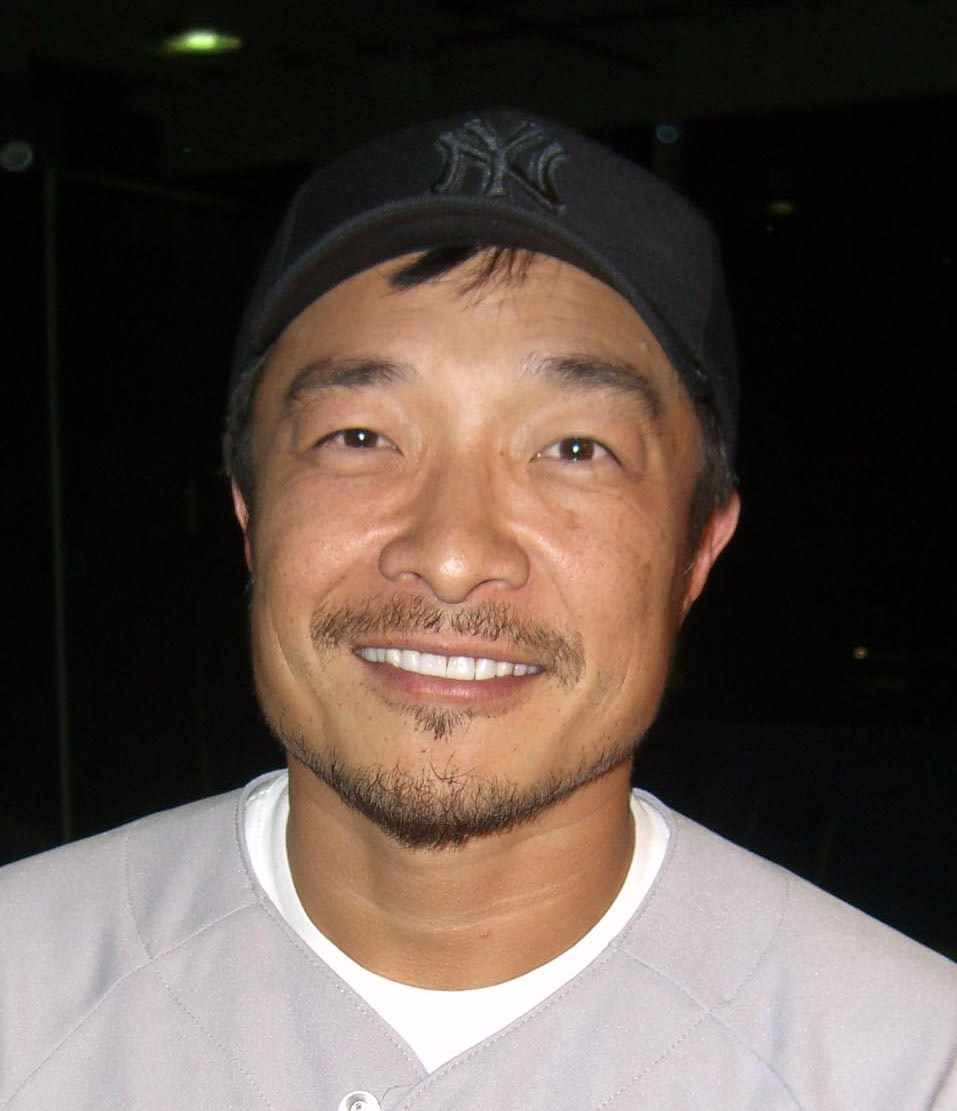
O escritor e desenhista Jim Lee.

A colaboração entre Lee e Azzarello inicialmente começou com a elaboração de uma das minisséries, e posteriormente Lee sugeriria que os dois produzissem uma trama cujos elementos se estendessem além da revista, e influenciasse outras publicações. Essa "trama maior", chamada Superstorm, teria o assassinato de Superman pelas mãos de Lex Luthor como um dos elementos comuns.
Cada revista apresentaria uma trama que pudesse ser lida de forma independente, mas que compunha uma história maior: Luthor planejaria o atentado na minissérie Lex Luthor: Man of Steel, o executaria durante as histórias publicadas em Superman e enquanto o herói Questão investigaria o evento na minissérie The Question, a busca por vingança do Vigilante, seria narrada durante The Vigilante, onde ele tentaria assassinar Luthor como retaliação. As minisséries foram seriam produzidas em conjunto com a equipe editorial da Wildstorm Studios, mas não seguiram o plano original.
Posteriormente seria revelado que Wright estava mentindo publicamente ao afirmar que havia sido membro das forças armadas americanas e outras controvérsias envolvendo o sua opinião dele acerca do governo americano levaram à mudanças no projeto. Wright foi demitido, a ideia foi abandonada e a minissérie acabou sendo escrita por Bruce Jones e desenhada por Ben Oliver, e publicada somente em 2005, apresentando uma trama diferente, e, ao contrário do originalmente planejado, não possuía nenhuma relação com The Question e Lex Luthor.
Enquanto Greg Rucka abordaria em Adventures of Superman o trabalho de Clark Kent como jornalista, após ser rebaixado no Planeta Diário e passar a trabalhar numa nova redação, cobrindo o plantão policial, Austen se dedicaria principalmente a mostrar Superman, mas de forma mais "realista", parte da nova filosofia da editora para as histórias do personagem. As histórias abordaram principalmente "dois grandes desafios: um físico e outro emocional", segundo o próprio Austen. No campo emocional, estava a presença de Lana Lang, que havia se divorciado e se reaproximava de Clark, e no campo físico, a presença de novos inimigos para o personagem. Austen apresentaria em suas primeiras histórias o vilão Gog e em Action Comics #819, apresentaria um casal de novos vilões, chamados "Sodoma" e "Gomorra".
A ideia de retratar Superman agindo de forma mais proativa em relação aos criminosos que enfrentava partiu do editor Eddie Berganza, que determinou de que forma as tramas das revistas se ligariam: Lois Lane não participaria das primeiras histórias de Austen em Action Comics por estar envolvida numa reportagem, e os eventos relacionados a isso seriam retratados exclusivamente em Adventures of Superman. As duas revistas apresentariam tramas que aconteceriam sucessivamente, e antecederiam a trama de Superman, que passaria cronologicamente um ano depois dos eventos narrados por Austen e Rucka.

### A influência do "Superman original" de Siegel e Shuster
Chuck Austen teve uma curta e controversa passagem por Action Comics em 2004. O escritor originalmente pretendia mostrar um Superman mais ativo no combate aos criminosos, inspirado nas histórias de Siegel e Shuster. "Li toneladas de histórias, e a única coisa que realmente me prendeu foram as aventuras originais de Siegel e Shuster. Brilhantes no seu charme e simplicidade", disse, em entrevista. O Superman escrito por Austen tem as mesmas características que ele via no personagens nas histórias originais - alguém que "tinha senso de humor, era divertido, charmoso e violava os direitos civis a torto e a direito. Não era um escoteiro. Ele segurava o bandido e o assustava até conseguir a informação que queria".

### A identidade de "J.D. Finn", o suposto substituto de Austen
Os roteiros posteriores de Austen foram alvos de inúmeras críticas negativas, e ele acabaria demitido da revista. Austen escreveu dois roteiros que não foram aproveitados, e suas tramas foram concluídas por outro escritor. Reis retornaria à revista para desenhar a edição 822 e a conclusão da história se daria em Action Comis #825, mas não com Austen como roteirista. Embora ele tivesse produzido um roteiro para a edição, a história seria creditada a "J.D. Finn", um roteirista convidado que também teria produzido o roteiro da edição 824. A verdadeira identidade de Finn levantou questionamentos: como à época já havia sido anunciado que John Byrne voltaria a desenhar a revista após a saída de Austen, cogitou-se que ele também teria sido o autor dos roteiros dessas duas edições. Outra teoria, considerando que "J.D. Finn" soava como "Jaded Fan" ("fã cansado" ou "fã esgotado", em inglês), era de que o escritor na verdade, o próprio Chuck Austen, sob um pseudônimo.
Austen era uma figura muito controversa à época, acusado de misoginia e sexismo excessivo em suas histórias, em particular aquelas publicadas na revista Uncanny X-Men, e vários lojas se recusavam a vender material de sua autoria, o que prejudicava as vendas de Action Comics. Criticado também pelo conflito que havia criado entre Lana Lang e Lois Lane, ele acabaria demitido da revista, quando a editora o proibiria de continuar escrevendo com o personagem. Após um editor declarar que ele precisaria de um pseudônimo para continuar trabalhando, Austen decidiria parar de escrever histórias em quadrinhos. Austen teria produzido um roteiro para as duas edições da revista, mas tinha planejava para a história um final diferente do que fora publicado, e que "Finn" provavelmente seria um pseudônimo adotado por Eddie Berganza, que supostamente teria sido o verdadeiro autor das histórias. Após o fracasso de Action Comics, Austen não seria o autor de mais nenhuma história na DC Comics.

## Lista de edições
| # | Ed. | Título                                                 | No Brasil                             | Roteiro      | Desenhos                                              | Arte-final                    |
| --- | --- | ------------------------------------------------------ | ------------------------------------- | ------------ | ----------------------------------------------------- | ----------------------------- |
| 1 | 812 | "My Heart"                                             | De Coração                            | Chuck Austen | Ivan Reis                                             | Marc Campos                   |
| Na varanda da casa da família Kent, a matriarca da família, Martha, conversa com Lana Lang, e relembram como ela conheceu o filho de Martha, Clark, ainda durante a infância dos dois. Lana compartilha com Martha que está se divorciando de seu marido, Pete, e as duas conversam sobre Lois Lane, a mulher com quem Clark casou. Quando Jonathan Kent chega e encontra as duas, Lana admite ainda ser apaixonada por Clark. |     |                                                        |                                       |              |                                                       |                               |
| 2 | 813 | "Gog"                                                  | Gog                                   | Austen       | Reis                                                  | Campos                        |
| Pouco após a destruição da cidade de Topeka, Superman está ajudando no resgate dos sobreviventes, e resgata um menino. O garoto ouve de Superman a promessa de que encontrariam seus pais, mas no dia seguinte encontra-os mortos, com seus corpos presos em meio aos escombros. O garoto entra em desespero, e precisa ser sedado por uma equipe médica, e uma figura sombria visita a criança acamada |     |                                                        |                                       |              |                                                       |                               |
| 3 | 814 | "Another Day At The Office"                            | ASA                                   | Austen       | Reis                                                  | Campos                        |
| 4 | 815 | "Superman Vs. Gog, Part 1 - Endtimes"                  | ASA                                   | Austen       | Reis                                                  | Campos                        |
| 5 | 816 | "Superman Vs. Gog, Part 2 - Behold, I Am Against Thee" | Sem Páreo para Gog                    | Austen       | Reis                                                  | Campos                        |
| Superboy enfrenta Gog após Superman ter seu tronco transpassado pela lança do vilão. A batalha causa grande destruição na cidade de Smallville, e mesmo com a ajuda de Kid Flash e da Moça Maravilha, os heróis conseguem apenas retardá-lo. Enquanto os Novos Titãs ajudam a retirar os habitantes da cidade de perto do conflito, Superman enfrenta Gog, mas acaba derrotado após o vilão conseguir injetar kryptonita liquefeita dentro do seu corpo. Com o herói aparentemente morto, sem apresentar pulsação, Superboy o acode em prantos. |     |                                                        |                                       |              |                                                       |                               |
| 6 | 817 | "Weapons Of Revelation"                                | Armas da Revelação                    | Austen       | Reis                                                  | Campos                        |
| Uma equipe média especializada dos Laboratórios S.T.A.R. tenta ressuscitar Superman através do uso de desfribiladores especiais. Quando ele acorda, se depara com dezenas de vilões nas adjacências, tentando invadir o local. O repórter Jack Ryder cobre o evento, até seu cinegrafista Jermaine ser atingido por um dos vilões e falecer. Um outro vilão consegue invadir as instalações e começa a lutar contra Superman, utilizando uma habilidade especial de acessar armamentos de outras dimensões. Uma das armas é bem-sucedida em atingir Superman, que começa a sangrar. |     |                                                        |                                       |              |                                                       |                               |
| 7 | 818 | "Enemies As Numerous As Grains Of Sand"                | Tantos Inimigos Quanto Grãos de Areia | Austen       | Reis                                                  | Campos                        |
| Mulher Maravilha, Superboy, Natasha Irons e Raio Negro tentam enfrentar os numerosos vilões que cercam os Laboratórios S.T.A.R. com o auxílio da Tenente Leocadio e da Unidade de Crimes Especiais da Polícia de Metrópolis, até que Superman intervém e é bem-sucedido em intimidar todos. Pouco depois, ele desmaia, e é levado pela Mulher-Maravilha para o apartamento onde mora como Clark Kent, onde ele repousa. Lois Lane não se encontra, e está incomunicável por estar cobrindo um conflito no Oriente Médio. A Mulher-Maravilha discute com Superboy como se revezar nos cuidados com o herói quando Lana Lang chega ao local para ajudar. |     |                                                        |                                       |              |                                                       |                               |
| 8 | 819 | "Sodom And Gomorrah"                                   | Sodoma e Gomorra                      | Austen       | Reis e Joe Prado                                      | Campos e Jon Sibal            |
| Lana Lang cuida de Superman, enquanto ele permanece desmaiado por três dias. Quando ele acorda, os dois começam a conversar, e ela admite ainda amá-lo. Superman discute com Lana quando ela afirma que Lois e ele não foram feitos um para outro. Ele argumenta, e agradecendo pelos cuidados prestados, diz que não é pelo fato de sua esposa estar longe à trabalho que ela não o amaria. Após se despedir, parte para voar sobre a cidade e encontra um casal de vilões, que se chamam "Sodoma" e "Gomorra", e enfrenta-os. Quando a derrota é iminente, Gomorra foge, deixando o companheiro sozinho com Superman. |     |                                                        |                                       |              |                                                       |                               |
| 9 | 820 | "Wail Of The Banshee!"                                 | O Pranto da Banshee                   | Austen       | Carlos D'Anda                                         | ASA                           |
| Maníaca por limpeza, Artemisia, uma funcionária do Planeta Diário, está muito irritada com a imundície que toma conta das ruas de Metrópolis desde que a tecnologia B13 deixou de fazer parte da cidade. Ao chegar em seu apartamento na noite de Halloween, após mais um dia de trabalho, ela é possuída pela "Banshee Prateada", e sua personalidade é ideal para as manifestações da entidade. Dezenas de pessoas são assassinas durante a busca por limpeza promovida pela Banshee. Após visitar a mãe do falecido cinegrafista com quem trabalhava, Jack Ryder encontra a vilã dentro de uma boate, e usando sua identidade de "Rastejante", tenta enfrentá-la, sem sucesso. Superman intervêm, e usando seu sopro congelante, consegue imobilizar a criatura. Num epílogo, um garoto tenta resgatar seu gato, preso numa árvore. O vilão Apocalypse se espanta ao se sentir bem ajudando-o, e assassina o garoto, mas para seu estranhamento, ele não consegue experimentar a mesma sensação positiva. |     |                                                        |                                       |              |                                                       |                               |
| 10 | 821 | "Worship False Gods"                                   | Culto a Falsos Deuses                 | Austen       | Luke Ross, Renato Guedes, Shane Davis, Cliff Richards | ASA                           |
| Após os eventos de Adventures of Superman #631, em que Lois Lane é atingida por um tiro durante uma reportagem no Oriente Médio, a repórter está hospitalizada, e seu marido Superman se dedica a cuidar dela, sem saber que o vilão Preus tomou o poder da cidade de Monte Divino, no interior dos Estados Unidos. Paralelamente, Gog ressurge para ajudar um zelador a ser promovido a recuperador de bens alheios na empresa de repossessão onde trabalha. |     |                                                        |                                       |              |                                                       |                               |
| 11 | 822 | "Repo-Man, Part 1"                                     | O Repossessor, parte um               | Austen       | ASA                                                   | ASA                           |
| Clark Kent conversa com Bill Loving, seu editor no plantão policial do Planeta Diário, e pede um afastamento para cuidar de sua esposa, baleada dias antes. Ao sair da redação, ele encontra Jack Ryder, ainda abalado com a morte de Jermaine, e também Jimmy Olsen, que lhe informa que fora promovido, assumindo o lugar deixado vago com o rebaixamento de Clark. Como Superman, ele voa pela cidade e se dirige ao apartamento onde mora com a esposa, Lois Lane, que está utilizando uma cadeira de rodas após o atentado que sofrera. Ao entrar, vê que está sendo esperado por Lois, que lhe questiona sobre uma calcinha que Lana Lang havia esquecido na residência. Os dois partem para Smallville, para se reunir com os pais de Clark para a vindoura ceia, e encontram na casa também a própria Lana. No final da tarde, uma dupla de recuperadores de bens alheios surge no local, e começa a guinchar o carro do pai de Clark, mesmo ele tendo quitado os débitos do veículo. Um dos recuperadores se transforma de um homem franzino numa criatura extremamente musculosa, e enfrenta Superman e Superboy. |     |                                                        |                                       |              |                                                       |                               |
| 12 | 823 | "Repo-Man, Part 2"                                     | O Repossessor, parte dois             | Austen       | Reis                                                  | Campos                        |
| Continuação da edição anterior. O recuperador se transforma numa criatura cada vez mais alta, e começa a destruir toda a fazenda dos Kents, até ser derrotado por Superman com o auxílio de Krypto, o Super-cão. Após o combate, Superman percebe que sofrera um envelhecimento acelerado, apresentando cabelos grisalhos e rugas que não possuía antes. Paralelamente, Apocalypse marcha a pesados passados rumo a algum lugar, e Jimmy Olsen investiga a transformação que ocorrera na cidade de Monte Divino, onde uma estranha edificação foi erguida. |     |                                                        |                                       |              |                                                       |                               |
| 13 | 824 | "Old Man, New World"                                   | Velho Demais para o Novo Mundo        | J.D Finn     | Reis                                                  | Campos                        |
| Superman reflete sobre seu envelhecimento acelerado enquanto Aquaman mantém guarda da Torre de Viligância da Liga da Justiça na Lua quando escuta o alarme do relógio sinalizador de Jimmy Olsen. Jimmy e o Caçador de Marte estão sendo torturados por Preus no interior da cidadela que ele construiu em Monte Divino, e ao chegar ao local, Superman descobre que Preus comanda um exército de fanáticos "anti-Superman". Durante o confronto, Preus e Superman acabam destruindo partes da cidadela, acidentalmente libertando Jimmy e o Caçador, que entra em contato telepaticamente com o herói, lhe indicando que atitude tomar para vencer Preus: remover a placa peitoral, origem dos poderes do vilão. Com isso, ele convencer derrotá-lo, mas o coração de Preus para de bater. O desgaste causado exauriu Superman quase que completamente de seus poderes, mas ainda assim ele, incapaz de voar, salta para levar Preus até os Laboratórios S.T.A.R. e tentar salvá-lo. Ao chegar em Metrópolis, descobre que um exército de homens trajados como Gog invadiu a cidade e derrotou a Liga.                     |     |                                                        |                                       |              |                                                       |                               |
| 14 | 825 | "The Four Horsemen"                                    | Os Quatro Cavaleiros                  | Finn         | Reis e Joe Prado                                      | Campos, Prado e Oclair Albert |
| Gog revela sua origem: quando criança, Superman foi incapaz de salvar seus pais. A partir desse dia, ele se tornou obcecado por viagem no tempo e após trinta anos de pesquisa, conseguiu desenvolver um "portal de difração temporal", mas não conseguia voltar antes do momento em que pensara em viajar no tempo pela primeira vez, mesmo após mais duzentos anos de tentativas. Irritado, muda seu plano, e decide voltar ao passado não mais para salvar seus pais, mas sim para assassinar Superman, voltando no tempo para ajudar a si mesmo num elaborado plano de ataque. Ele revela a Superman que injetar a kryptonita liquefeita foi apenas o início desse plano, e admite estar envolvido no ataque ao hospital, bem como nos ataques pelo repossessor e por Preus. Gog acessou 300 minutos diferentes do tempo, e formou um exército de 300 versões distintas de si mesmo para matar Superman e toda a sua família. O vilão Apocalypse - agora dotado de consciência e sentimentos - resolve interferir e ajuda Superman a derrotar o exército de Gogs, enfrentando-os no futuro e no presente                |     |                                                        |                                       |              |                                                       |                               |

## Repercussão e análise

### Impacto nas vendas da revista
As vendas de Action Comics tiveram um aumento logo após Austen assumir os roteiros: A primeira edição integralmente escrita por ele, Action Comics #814, publicada em abril de 2004, vendeu aproximadamente 56 717 exemplares em seu mês de lançamento, segundo os registros da Diamond, empresa responsável pela distribuição das revistas nos Estados Unidos. No mês seguinte, entretanto, a revista alcançaria uma marca menor, com cerca de 49 mil exemplares vendidos. A edição seguinte venderia ainda menos - cerca de 47 mil exemplares. Action Comics #817 teve 45 180 exemplares vendidos em julho de 2004 e a queda continuaria em agosto, com Action Comics #818 vendendo pouco mais de 43 mil exemplares. Entre agosto e setembro de 2004, a revista perderia cerca de mais mil exemplares em sua tiragem, tendo apenas 42 383 encomendados para Action Comics #819.
A queda nas vendas, em comparação com Action Comics #814, se acentuaria no último trimestre de 2004: Action Comics #820 teve 41 075 exemplares vendidos em outubro e as edições 821 e 822, em novembro e dezembro, alcançariam apenas cerca de 38 mil exemplares cada. O novo ano não trouxe resultados melhores - ao contrário, Action Comics #823 teria apenas 36 564 exemplares vendidos em janeiro, mês de sua publicação. Action Comics #824 apresentaria resultados levemente melhores, com 37 449 exemplares vendidos no mês seguinte. A curva ascendente continuaria com a edição seguinte, que venderia 40 826 exemplares em março de 2005.

### Visão da crítica especializada
A primeira edição da dupla, em particular, foi muito bem-recebida pela crítica: "Another Day in the Office", uma história contada apenas nas 22 páginas daquela revista, sem a necessidade de leitura adicional alguma, mostrando "um simples dia" na vida de Superman foi apontada como "uma leitura inteligente tanto para adultos quanto para crianças" e uma das melhores histórias publicadas na revista em anos.

### A carreira de Austen apósAction Comics
Após ser demitido de Action Comics, Austen foi informado de que não seria creditado como autor de mais nenhuma história na DC Comics, e que, se quisesse continuar trabalhando na editora, teria que utilizar um pseudônimo. Ele não aceitou a proposta, e acabaria deixando de escrever histórias em quadrinhos de super-herói, se dedicando a outros gêneros.

## Sucessão eContagem Regressiva para a a Crise Infinita
Com a conclusão do trabalho de Austen, a minissérie Crise Infinita e os eventos relacionados a mesma teriam um papel significativo nas histórias. Imediatamente antes de Simone e Byrne, Judd Winick escreveria apenas uma edição da revista, a 826, parte de um arco publicado em abril de 2005 nas três revistas do personagem (além de Action, a 639ª edição de Adventures of Superman e a 216ª de Superman), todas desenhadas por Ian Churchill e Norm Rapmund e dedicadas a narrar um confronto de Superman e Capitão Marvel com o vilão Eclipso. Cronologicamente, os eventos da história se passam pouco antes do que seria narrado na minissérie Dia de Vingança, e se aprofundam na temática explorada em todas as histórias relacionadas com Crise Infinita - o iminente colapso do universo ficcional dos super-heróis da editora.
Em texto publicado em 2012, Darren Mooney apontaria que "[O colapso] é um tema recorrente nessas histórias [do período anterior à Crise Infinita]. 'Projeto OMAC' explorou o que poderia acontecer se o laço de confiança entre os heróis se partisse. 'Sacríficio' explorou o que poderia levar Superman a matar, sugerindo que o Homem de Aço permitia que o nível de força que ele utiliza aumentasse em resposta à ameaças. 'Vilões Unidos' imaginava o que aconteceria se os heróis fizessem algo que levasse os vilões a se 'sindicalizarem'". O propósito específico de Dia de Vingança era tornar coeso todo o aspecto "mágico" do Universo DC, "limpando-o e unificando-o".